# Resultados do Carnaval de Porto Velho
Resultados do Carnaval de Porto Velho.

## 2007
| Grupo Especial  | Grupo Especial                 | Grupo Especial | Grupo Especial |
| Colocação       | Escola                         | Nota           | Ref.           |
| --------------- | ------------------------------ | -------------- | -------------- |
| 1º              | Acadêmicos do São João Batista |                | [ 1 ] [ 2 ]    |
| 2º              | Os Diplomatas                  |                | [ 1 ] [ 2 ]    |
| 3º              | Acadêmicos do Armário Grande   |                | [ 1 ] [ 2 ]    |
| 4º              | Unidos da Rádio Farol          | Rebaixada      | [ 1 ] [ 2 ]    |
| Grupo de acesso |                                |                |                |
| Colocação       | Escola                         | Nota           | Ref.           |
| 1º              | Asfaltão                       | Promovida      | [ 1 ]          |

## 2008
| Grupo Especial | Grupo Especial                 | Grupo Especial | Grupo Especial |
| Colocação      | Escola                         | Pontos         | Ref.           |
| -------------- | ------------------------------ | -------------- | -------------- |
| 1º             | Os Diplomatas                  | 170,3          | [ 3 ]          |
| 2º             | Acadêmicos do São João Batista | 169,6          | [ 3 ]          |
| 3º             | Asfaltão                       | 169            | [ 3 ]          |
| 4º             | Acadêmicos do Armário Grande   | 166,2          | [ 3 ]          |

## 2009
| Grupo Especial | Grupo Especial                 | Grupo Especial | Grupo Especial |
| Colocação      | Escola                         | Pontos         | Ref.           |
| -------------- | ------------------------------ | -------------- | -------------- |
| 1º             | Os Diplomatas                  | 176,2          | [ 4 ]          |
| 2º             | Asfaltão                       | 176,1          | [ 4 ]          |
| 3º             | Acadêmicos do São João Batista | 171,3          | [ 4 ]          |
| 4º             | Acadêmicos do Armário Grande   | 161,8          | [ 4 ]          |
| 5º             | Império do Samba               | 147,7          | [ 4 ]          |
| 6º             | Unidos da Rádio Farol          | 137,1          | [ 4 ]          |

## 2010
| Grupo Especial | Grupo Especial                 | Grupo Especial | Grupo Especial |
| Colocação      | Escola                         | Pontos         | Ref.           |
| -------------- | ------------------------------ | -------------- | -------------- |
| 1º             | Os Diplomatas do Samba         | 186,2          | [ 5 ] [ 6 ]    |
| 2º             | Asfaltão                       | 182,8          | [ 5 ] [ 6 ]    |
| 3º             | Acadêmicos do São João Batista | 180,7          | [ 5 ] [ 6 ]    |
| 4º             | Unidos da Rádio Farol          | 156            | [ 5 ] [ 6 ]    |
| 5º             | Acadêmicos do Armário Grande   | 178,1          | [ 5 ] [ 6 ]    |
| 6º             | Império do Samba               | 151,6          | [ 5 ] [ 6 ]    |

## 2011
Os Diplomatas do Samba foi a escola vencedora do grupo especial em 2011, porém em uma assembléia ocorrida em agosto do mesmo ano o resultado dos desfiles foi anulado por decisão da Federação das Escolas de Samba e Entidades Carnavalescas.

## 2012
| Grupo Especial  | Grupo Especial                 | Grupo Especial | Grupo Especial | Grupo Especial |
| Colocação       | Escola                         | Pontos         | Nota           | Ref.           |
| --------------- | ------------------------------ | -------------- | -------------- | -------------- |
| 1º              | Asfaltão                       | 177,6          |                | [ 8 ] [ 9 ]    |
| 2º              | Os Diplomatas                  | 176,3          |                | [ 8 ] [ 9 ]    |
| 3º              | Acadêmicos da São João Batista | 171,7          |                | [ 8 ] [ 9 ]    |
| 4º              | Unidos da Rádio Farol          | 168,9          | Rebaixada      | [ 8 ] [ 9 ]    |
| Grupo de acesso |                                |                |                |                |
| Colocação       | Escola                         | Pontos         | Nota           | Ref.           |
| 1º              | Acadêmicos do Armário Grande   | 168,9          | Promovida      | [ 8 ]          |
| 2º              | Império do Samba               | 166,7          |                | [ 9 ]          |

## 2013
Os desfiles de 2013 foram cancelados por problemas financeiros.

## 2014
Devido a cheia do Rio Madeira, que alagou boa parte da cidade, os desfiles novamente foram cancelados

## 2016
| Grupo Especial | Grupo Especial                 | Grupo Especial | Grupo Especial | Grupo Especial |
| Colocação      | Escola                         | Pontos         | Nota           | Ref.           |
| -------------- | ------------------------------ | -------------- | -------------- | -------------- |
| 1º             | Asfaltão                       | 177,9          |                | [ 13 ] [ 14 ]  |
| 2º             | Acadêmicos do São João Batista | 174,9          |                | [ 13 ] [ 14 ]  |
| 3º             | Os Diplomatas                  | 169            |                | [ 13 ] [ 14 ]  |
| 4º             | Acadêmicos do Armário Grande   | 160            | Rebaixada      | [ 13 ] [ 14 ]  |

## 2018
| Grupo Especial  | Grupo Especial                 | Grupo Especial | Grupo Especial | Grupo Especial |
| Colocação       | Escola                         | Pontos         | Nota           | Ref.           |
| --------------- | ------------------------------ | -------------- | -------------- | -------------- |
| 1º              | Asfaltão                       | 178,5          |                | [ 15 ]         |
| 2º              | Império do Samba               | 177,2          |                | [ 15 ]         |
| 3º              | Acadêmicos do São João Batista | 176,8          |                | [ 15 ]         |
| 4º              | Os Diplomatas                  | 175,7          | Rebaixada      | [ 15 ]         |
| Grupo de acesso |                                |                |                |                |
| Colocação       | Escola                         | Pontos         | Nota           | Ref.           |
| 1º              | Acadêmicos da Zona Leste       | 176,1          | Promovida      | [ 15 ]         |
| 2º              | Acadêmicos do Armário Grande   | 175,4          |                | [ 15 ]         |

## 2019-2020
- Não houve desfile.[16]